# Entypoma prominens
Entypoma prominens är en stekelart som beskrevs av Kolarov 1985. Entypoma prominens ingår i släktet Entypoma och familjen brokparasitsteklar. Inga underarter finns listade i Catalogue of Life.